# Bouillé-Loretz
 Bouillé-Loretz  es una población y comuna francesa, en la región de Poitou-Charentes, departamento de Deux-Sèvres, en el distrito de Bressuire y cantón de Argenton-les-Vallées.

## Demografía
| 1421 | 1401 | 1355 | 1275 | 1130 | 1060 |
| Para los censos de 1962 a 1999 la población legal corresponde a la población sin duplicidades (Fuente: INSEE [Consultar]) |      |      |      |      |      |